# Krabbendijke

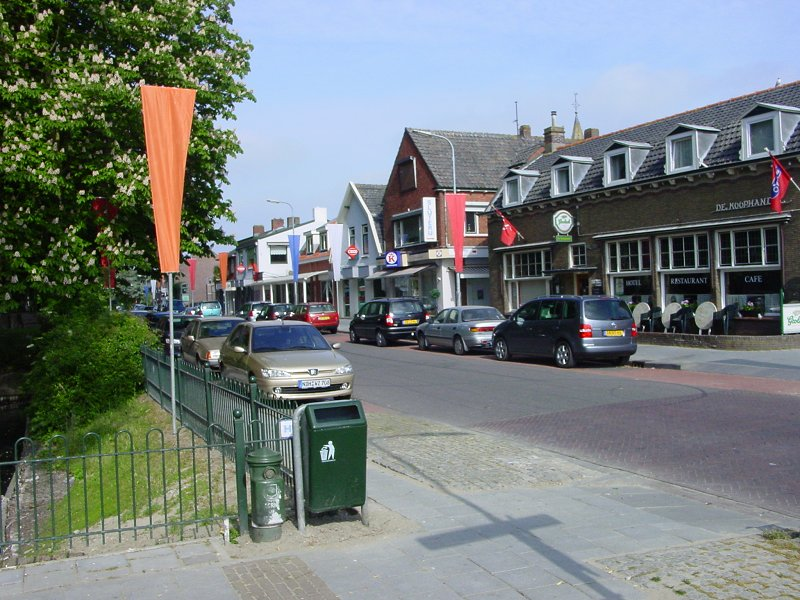
In Krabbendijke

Krabbendijke ist ein Ort in der südniederländischen Provinz Zeeland mit 4.510 Einwohnern und einer Fläche von 11,22 km² (Stand: 1. Januar 2024). 1970 wurde die bis dahin selbständige Gemeinde ein Ortsteil der neu geschaffenen Großgemeinde Reimerswaal auf der Halbinsel Zuid-Beveland.
Der Ort liegt an einer lediglich drei bis vier Kilometer breiten Stelle der Halbinsel zwischen der Oosterschelde im Norden und der Westerschelde im Süden. Bergen op Zoom liegt 13 Kilometer nordöstlich, die belgische Hafenstadt Antwerpen 30 Kilometer südöstlich und Middelburg 35 Kilometer westnordwestlich (alle Entfernungen in Luftlinie bis zum jeweiligen Stadtzentrum).

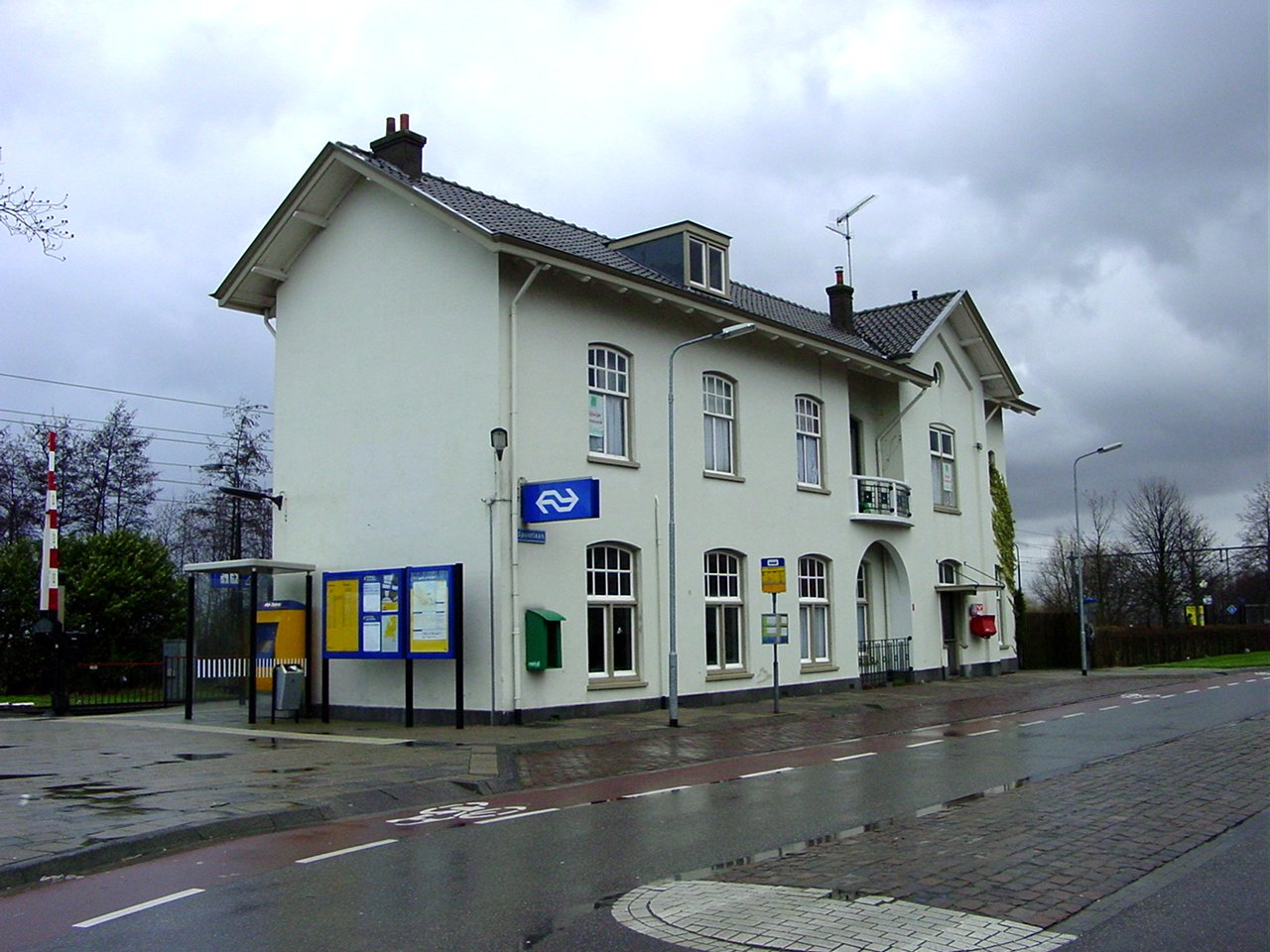
Der Bahnhof Krabbendijke

Die nächsten Autobahnabfahrten befinden sich in wenigen Kilometern Entfernung bei Rilland im Osten und Kruiningen im Westen an der niederländischen Autobahn 58 (E312).
Der Bahnhof Krabbendijke befindet sich etwa drei Kilometer östlich zwischen Krabbendijke und Rilland bei Stationsbuurt an der Zeeuwse Lijn nach Vlissingen. Überregional bedeutende Flughäfen gibt es bei Antwerpen und Rotterdam.